# Усолинское сельское поселение (Горномарийский район)
Усолинское се́льское поселе́ние — муниципальное образование в Горномарийском районе Марий Эл Российской Федерации.
Административный центр — село Усола.

## История
Статус и границы сельского поселения установлены Законом Республики Марий Эл от 18 июня 2004 года № 15-З «О статусе, границах и составе муниципальных районов, городских округов в Республике Марий Эл».

## Население
| 2002  | 2010  | 2011  | 2012  | 2013  | 2014  | 2015  |
| ----- | ----- | ----- | ----- | ----- | ----- | ----- |
| 1711  | ↘1556 | ↘1544 | ↘1504 | ↘1461 | ↘1429 | ↘1400 |
| 2016  | 2017  | 2018  | 2019  | 2020  | 2021  | 2023  |
| ↘1372 | ↘1333 | ↘1319 | ↘1306 | ↘1291 | ↘1241 | ↘1221 |

## Состав сельского поселения
| №  | Населённый пункт | Тип населённого пункта       | Население |
| -- | ---------------- | ---------------------------- | --------- |
| 1  | Ключево          | деревня                      | ↗185      |
| 2  | Колумбаево       | деревня                      | ↗86       |
| 3  | Копонангер       | деревня                      | ↗31       |
| 4  | Лидывуй          | деревня                      | →23       |
| 5  | Мартышкино       | деревня                      | ↘78       |
| 6  | Мидяково         | деревня                      | ↘43       |
| 7  | Мичакнуры        | деревня                      | →57       |
| 8  | Мишкино          | деревня                      | ↘51       |
| 9  | Носелы           | деревня                      | ↗284      |
| 10 | Пикузино         | деревня                      | ↘113      |
| 11 | Родюково         | деревня                      | →9        |
| 12 | Саратеево        | деревня                      | ↘121      |
| 13 | Усола            | село, административный центр | ↗275      |
| 14 | Эсяново          | деревня                      | ↗197      |
| 15 | Эшманайкино      | деревня                      | →109      |

## Археология
Акозинский могильник VI века до н. э. находится в 700 м к востоку от деревни Акозино бывшего Усолинского с/с на краю подошвы коренной террасы правого берега реки Волги. В настоящее время могильник размыт водами Чебоксарского водохранилища. Всего выявлено 150 захоронений в 110 могилах.